# Zhu Xueying
Zhu Xueying (chinesisch 朱雪莹; * 2. März 1998 in Peking) ist eine chinesische Trampolinturnerin und Olympiasiegerin.

## Erfolge
Zhu Xueying nahm an den Olympischen Jugend-Sommerspielen 2014 in Nanjing im Einzelwettbewerb teil, den sie mit 55,425 Punkten gewann und sich die Goldmedaille sicherte. Bei den Weltmeisterschaften 2017 in Sofia gelang ihr mit der Mannschaft ebenso der Titelgewinn wie im Synchronspringen mit Zhong Xingping. Ein Jahr darauf belegte sie in Sankt Petersburg im Einzel den zweiten Platz der Weltmeisterschaften und gewann im Allaround-Mixed-Wettbewerb einen weiteren Titel.
Bei den 2021 ausgetragenen Olympischen Spielen in Tokio qualifizierte sich Zhu mit 105,300 Punkten als Zweite für den Finalwettbewerb. Diesen beendete sie mit 56,635 Punkten vor ihrer Landsfrau Liu Lingling und der Britin Bryony Page auf dem ersten Platz und wurde Olympiasiegerin.